# Кромержиж
Кромержиж (на чешки: Kroměříž) е град в Злински край, Чехия. Има около 28 000 жители. Известен е с двореца Кромержиж и неговите градини, които са обект на световното културно наследство на ЮНЕСКО. Историческият център на града с дворцовия комплекс е добре запазен и е защитен от закона като градски паметник.

## Административни части
Селата Билани, Драхлов, Храдиско, Котойеди, Поступки, Тешновице, Травник, Важани и Зламанка са административни части на Кромержиж.

## География
Кромержиж се намира на около 20 км северозападно от Злин. Около две трети от територията на общината се намират върху хълмовете Литенчице, източната част е в Горноморавската долина. Малка южна част се простира в планинската верига Чриби. Най-високата точка на територията е хълмът Обора, 322 м. Градът е разположен на двата бряга на река Морава.

## История
Първото писмено споменаване на Кромержиж (под латинското му име Кромезир (Cromezir) е в документ, написан между 1107 и 1125 г., когато селището е закупено от епископа на Оломоуц Ян II. Някои източници цитират акт на друг епископ на Оломоуц Индржих Здик от 1141 г. като първото безспорно писмено споменаване на Кромержиж. През Средновековието градът е пазарно село на кръстопътя между пътя на кехлибара и пътя на солта. Намира се при брод през Морава, където се събира такса за преминаване.
През XIII век Кромержиж става център на владение, собственост на епископството на Оломоуц. Рицарите хоспиталиери се установяват тук и през 1238 г. построяват църква и военно поделение. През 1241 и 1253 г. Кромержиж е разграбен от набези на татари, кумани и унгарци. Селището се обезлюдява и се налага да бъде колонизирано. Кромержиж последно се споменава като пазарно село в документ на Отокар II от Бохемия от 1256 г. След 1256 г. епископът на Оломоуц Бруно фон Шауенбург идва на власт над Кромержиж. Той се грижи за селището и допринася значително за неговото развитие. Той основава пазарния площад на хълма над първоначалното селище и го огражда със стени. Също така построява църквата „Свети Мориц“ и засажда лозя около селището. През 1266 г. Кромержиж за първи път се споменава като град.
През 1322 г. на евреите е разрешено да се заселят в града. В средата на XVI век еврейската общност Кромержиж е най-голямата крепостна еврейска общност в Моравия. Епископите защитават общността заради приходите от нея.
По време на управлението на епископ Станислав I Турзо резиденцията на местния епископ е ремонтирана и преустроена в късноготически и ренесансов замък. Неговите последователи допълнително облагородяват града и осигуряват скъпи ремонти на сградите.
Градът и замъкът са силно повредени по време на Тридесетгодишната война. Ограбен е от шведски войски под командването на Ленарт Тощенсон през 1643 г. Голяма част от сградите са опожарени. Градът е допълнително повреден от голям пожар през 1656 г. Кромержиж се възстановява по време на управлението на епископ Карл II фон Лихтенщайн-Кастелкорн, който възстановява града и замъка. Замъкът първо е ремонтиран, а през 1686 г. напълно възстановен. Епископът също така ремонтира градските стени и основава монетен двор и представителни градини през 1666 – 1675 г. Кромержиж отново става важен град.
Учредителният имперски конгрес заседава в Кромержиж през 1848 г. През август 1885 г. тук се провежда среща между австрийския и руския император.

## Население
| \| Година на преброяване \| Численост \| \| --------------------- \| --------- \| \| 1869 \| 12 848 \| \| 1880 \| 15 038 \| \| 1890 \| 15 897 \| \| 1900 \| 17 509 \| \| 1910 \| 20 186 \| \| 1921 \| 20 767 \| \| 1930 \| 22 024 \| \| 1950 \| 22 782 \| \| 1961 \| 23 178 \| \| 1970 \| 24 478 \| \| 1980 \| 27 835 \| \| 1991 \| 28 636 \| \| 2001 \| 29 225 \| \| 2011 \| 29 154 \| \| 2021 \| 28 280 \| |           |
| Година на преброяване | Численост |
| 1869 | 12 848    |
| 1880 | 15 038    |
| 1890 | 15 897    |
| 1900 | 17 509    |
| 1910 | 20 186    |
| 1921 | 20 767    |
| 1930 | 22 024    |
| 1950 | 22 782    |
| 1961 | 23 178    |
| 1970 | 24 478    |
| 1980 | 27 835    |
| 1991 | 28 636    |
| 2001 | 29 225    |
| 2011 | 29 154    |
| 2021 | 28 280    |

## Икономика
В покрайнините на града има Земеделски изследователски институт (бивш Изследователски институт по зърно и др., основан през 1951 г.), който се занимава с изследване и развъждане на зърнени култури.
В Кромержиж има болница и психиатрична болница. И двете са сред основните работодатели в града.

## Транспорт
Магистрала D1 от Бърно до Острава минава през северната част на града.

## Култура
Кромержиж се намира в етнографската област Хана. Има богат културен живот, което му печели прозвището „Атина на Хана“. Традиционно в града се провежда международен фестивал на военната духова музика и международен фестивал на духовната музика FORFEST.
Галерията на двореца има колекция от около 500 картини и е сред най-значимите в Европа. Тя включва Одраване на Марсий, късна картина на Тициан.

## Спорт
Футболният клуб „Ханачка Славия Кромержиж“ играе в Чешката национална футболна лига, второто ниво на футбола в Чехия.

## Забележителности
Градът е най-известен с бароковия дворец Кромержиж с неговите ценни градини. Многоъгълната кула на двореца е основната забележителност, както и най-старата останка от стария епископски замък. Градините и дворецът в Кромержиж са добавени в списъка на обектите на световното културно наследство на ЮНЕСКО през 1998 г.
Въпреки няколкото реконструкции след щетите от войната, църквата „Свети Мориц“ запазва ранноготическия си вид. В църквата е погребан епископ Бруно фон Шауенбург.
Църквата „Успение Богородично“ е най-старата църква в града. Оригиналната църква от XIII век е разрушена по време на Тридесетгодишната война. Сегашната сграда е построена в късен бароков стил през първата половина на XVIII век. Има запазена камбанария от XIII век.
Основният музей на града е Регионален музей Кромержиж. Има и експозиция за живота и творчеството на един от най-известните местни жители – Карел Крил. В бившия епископски монетен двор от 1665 г. и днес има монетен двор.

## В популярната култура
В двореца Кромержиж са заснети някои сцени от „Амадеус“ (1984), „Безсмъртна любима“ (1994), Četnické humoresky (1997), „Кралска афера“ (2012), „Анжелик“ (2013), „Мускетарите“ (2015) и  „Мария Тереза“ (2017).

## Личности
Родени в Кромержиж
- Ян Рипка (1886 – 1968), чешки филолог
- Карел Крил (1944 – 1994), чешки музикант

## Побратимени градове
Кромержиж е побратимен с:
- Шатодюн, Франция
- Нитра, Словакия
- Кремс, Австрия
- Пекари Шльонске, Полша
- Ръмнику Вълча, Румъния
- Ружомберок, Словакия